# Thurgood Marshall
Thurgood Marshall, född 2 juli 1908 i Baltimore, Maryland, död 24 januari 1993 i Bethesda, Maryland, var en amerikansk jurist och från 1967 till 1991 domare i USA:s högsta domstol. Han var den första afroamerikanen att inneha denna position. Innan han blev domare var han advokat, och som sådan främst ihågkommen för sin framgångsrika argumentation i fallet Brown v. Board of Education, i vilket högsta domstolen dömde att rassegregerade skolor var emot konstitutionen.

## Bakgrund
Han föddes i Baltimore, Maryland den 2 juli 1908. Hans ursprungsnamn var Thoroughgood, men han kortade ner det till Thurgood. Marshall gick på Frederick Douglass High School i Baltimore. Han gick ut 1925, ett år tidigare, med betyget B i genomsnitt. Efter Frederick Douglass High School gick Marshall Lincoln University, där han hade tänkt läsa till tandläkare. Men i sin ansökan skriver han att hans mål var att bli advokat.
I början tog Thurgood inte sina studier seriöst och var inte särskilt politiskt aktiv. I hans andra år gick han med i en sittstrejk mot segregation vid en lokal teater. Samma år blev han medlem i den första föreningen för svarta, Alpha Phi Alpha. När han i september 1929 gifte sig med Vivien Burey blev han mer motiverad till att ta sina studier på allvar och han tog examen med högsta betyg.
Efter Lincoln University ville Marshall studera juridik på University of Maryland School of Law i sin hemstad men ansökte inte på grund av skolans segregationspolicy. Han studerade då på Howard University of Law där han jobbade hårdare än vad han gjorde på Lincoln University. Marshall tog examen 1933. Tre år senare stämde han Maryland Law School och de tog bort sin segregationspolicy.

## Tidigare karriär
Marshall inrättade en privatpraktik i Baltimore 1936. Det året började han arbeta med National Association for the Avancement of Colored People (NAACP) i Baltimore.
Han vann sitt första stora civila rättsfall, Murray v. Pearson, 1936. Detta var den första utmaningen i "separate but equal" doktrinen som var en del av Plessy v. Ferguson beslutet. Hans rättegångsbiträde i fallet, Charles Hamilton Houston, utvecklade strategin. Marshall representerade Donald Gaines Murray som tog examen från Amherst College med utmärkta referenser. Han nekades tillträde till Maryland Law School på grund av skolans segregations policy.

## Högsta domstolen
13 juni 1967 nominerade president Johnson Marshall till högsta domstolen efter att domaren Tom C. Clark hade avgått. 30 augusti 1967 bekräftades Marshall som Associate Justice av en senat röst på 69-11. Han var den 96:e personen att hålla den positionen och den första afro-amerikanska. Marshall jobbade i högsta domstolen under de kommande 24 åren och kämpade för individuella rättigheter. Hans meste bundsförvant var domaren William Brennan, som alltid gick med i att stödja abort och gå emot dödsstraff.
Marshall avgick från högsta domstolen 1991 och var missnöjd med att President George H. W. Bush valde Clarence Thomas som hans ersättare.

## Eftermäle
Byggnaderna Thurgood Marshall United States Courthouse i New York och Thurgood Marshall Federal Judiciary Building i Washington, D.C. är uppkallade efter honom. Även flygplatsen Baltimore/Washington International Thurgood Marshall Airport har getts hans namn.